# Compsotata
Compsotata is een geslacht van vlinders van de familie uilen (Noctuidae), uit de onderfamilie Cuculliinae.

## Soorten
- C. elegantissima (Guenée, 1852)
- C. janmoullei (Kiriakoff, 1954)